# Pedro Araya Toro
Pedro Araya Toro (23 gennaio 1942) è un ex calciatore cileno, di ruolo attaccante.